# الجبة (ينقل)
الجبة منطقة سكنية تقع في ولاية ينقل، التابعة لمحافظة الظاهرة في سلطنة عمان. يقدر عدد سكانها بـ 7 نسمة حسب إحصاء عام 2010 التابع للمركز الوطني للإحصاء والمعلومات الحكومي. رمز المنطقة هو 100240291.

## الوصلات الخارجية
- المركز الوطني للإحصاء والمعلومات، سلطنة عمان